# Bazaletisjön
Bazaletisjön (georgiska: ბაზალეთის ტბა, Bazaletis tba), eller bara Bazaleti (ბაზალეთი), är en sjö i Georgien. Den ligger i den östra delen av landet, i regionen Mtscheta-Mtianeti. Tba Bazalet'i ligger 875 meter över havet. Arean är 1,4 kvadratkilometer.